# 新在家南町
新在家南町（しんざいけみなみまち）は兵庫県神戸市灘区の町名の一つで、同区東部旧・新在家村域の南部（国道43号および阪神高速道路3号神戸線以南）に相当する。

## 地理
東は浜田町と、南から南東は運河を隔て神戸東部第一工区の灘浜東町と、西は都賀川を隔て大石南町と、北西の一点で大石北町と、北は西から順に大石東町・新在家北町と、それぞれ隣接している。東から順に一～五丁目が存在する。沢の鶴、福徳永酒類、オエノンプロダクトサポート、白鶴酒造、月桂冠が工場を置く酒造地帯である。

## 歴史
新在家とは新しい村という意味で、全国に同様の地名がある。この新在家は古くは室町期より見られ、近世初期に大石村から分かれて東大石の海岸部分に拓かれた。江戸時代初期に新在家村と呼ばれるようになったが、都賀川を境に大石を西大石村、新在家を東大石村とも言ったという。
明治16年（1883年）7月、大石と新在家は連合戸長制により新在家組として1人の戸長を共有することとなった。そして明治22年4月、両村は合併して都賀浜村となり大正3年（1914年）7月に西郷町となる。
神戸市への合併後の昭和13年（1938年）、字走り出・東白浜・稲池・宮見附・若宮・鳥居先浜・西白浜・宮西・西浜が新在家南町となり、字日尾町・石原・宮見附・稲地・上田が新在家中町となり、昭和41年（1966年）の町名整理で新在家中町と入船町が消えた。

## 人口統計
令和2年国勢調査（2020年10月1日）における世帯数1,493、人口3,034、うち男性1,494人、女性1,540人。